# Resolutie 1858 Veiligheidsraad Verenigde Naties
Resolutie 1858 van de Veiligheidsraad van de Verenigde Naties werd unaniem door de VN-Veiligheidsraad aangenomen op 22 december 2008 en verlengde het VN-kantoor in Burundi met een jaar.

## Achtergrond
Na Burundi's onafhankelijkheid van België in 1962 werd het land een monarchie. In 1966 werd de koning in een staatsgreep vervangen door een president. Toen de voormalige koning in 1972 vermoord werd brak een burgeroorlog uit tussen Tutsi's en Hutu's in het land. Daarna losten de dictators elkaar met opeenvolgende staatsgrepen af. Begin 1994 kwam de president samen met zijn Rwandese collega om het leven toen hun vliegtuig werd neergeschoten. Daarop brak in beide landen een burgeroorlog uit tussen Hutu's en Tutsi's waarbij honderdduizenden omkwamen. In 2000 werd een overgangsregering opgericht en pas in 2003 kwam die een staakt-het-vuren overeengekomen met de rebellen. In juni 2004 kwam een VN-vredesmacht die tot 2006 bleef. Hierna volgden echter wederom vijandelijkheden tot in augustus 2008 opnieuw een staakt-het-vuren werd getekend.

## Inhoud

### Waarnemingen
In Burundi was een permanente onafhankelijke kiescommissie opgericht. Die moest verkiezingen voorbereiden die in 2010 gepland stonden. Desondanks de vooruitgang waren er nog steeds schendingen van de mensenrechten en de burgerlijke vrijheden. Zo werden leden van de oppositie en de vakbonden gearresteerd.

### Handelingen
Het mandaat van het VN-Kantoor in Burundi, BINUB, werd verlengd tot 31 december 2009.
De overheid en de Palipehutu-FNL-rebellen werden opgeroepen hun akkoorden uit december 2008 uit te voeren en de laatste fase van het vredesproces met succes af te ronden.
Men was specifiek diep bezorgd om seksueel geweld. De overheid werd opgeroepen stappen te nemen om dit te voorkomen en de verantwoordelijken te berechten. Ook werd geëist dat de rebellen al hun kindsoldaten vrijlieten.

## Verwante resoluties
- Resolutie 1719 Veiligheidsraad Verenigde Naties (2006)
- Resolutie 1791 Veiligheidsraad Verenigde Naties (2007)
- Resolutie 1902 Veiligheidsraad Verenigde Naties (2009)
- Resolutie 1959 Veiligheidsraad Verenigde Naties (2010)

Lijst ·  1795 ·  1796 ·  1797 ·  1798 ·  1799 ·  1800 ·  1801 ·  1802 ·  1803 ·  1804 ·  1805 ·  1806 ·  1807 ·  1808 ·  1809 ·  1810 ·  1811 ·  1812 ·  1813 ·  1814 ·  1815 ·  1816 ·  1817 ·  1818 ·  1819 ·  1820 ·  1821 ·  1822 ·  1823 ·  1824 ·  1825 ·  1826 ·  1827 ·  1828 ·  1829 ·  1830 ·  1831 ·  1832 ·  1833 ·  1834 ·  1835 ·  1836 ·  1837 ·  1838 ·  1839 ·  1840 ·  1841 ·  1842 ·  1843 ·  1844 ·  1845 ·  1846 ·  1847 ·  1848 ·  1849 ·  1850 ·  1851 ·  1852 ·  1853 ·  1854 ·  1855 ·  1856 ·  1857 ·  1858 ·  1859